# Daihatsu Charade
Der Daihatsu Charade ist ein seit 1977 (ab 1978 Export nach Europa) produziertes Pkw-Modell des japanischen Herstellers Daihatsu. Eine Besonderheit des Charade war, dass er genau zwischen der Klasse der Kleinwagen und der Kompaktwagen positioniert war. 2000 wurde die Modellbaureihe vorübergehend eingestellt, und 2003 schließlich auf einigen Märkten als Schwestermodell zum Daihatsu Cuore wiederbelebt.

## Übersicht
Die erste Generation, die 1977 „Auto des Jahres“ in Japan wurde, lief von 1978 bis 1983 als drei- und fünftürige Schräghecklimousine vom Band. Besonderheit des Dreitürers war ein Opera window in der C-Säule, wie es ansonsten nur in amerikanischen Hard-Tops vorkam. Darauf folgte ein deutlich kantiger gestalteter Nachfolger.
Im Jahre 1987 wurde die dritte Generation des Charade vorgestellt, die nun auch als viertürige Stufenhecklimousine erhältlich war. Dieses Modell wird von der Marke Xiali in China im Rahmen eines Joint-Ventures produziert. In seinen dort erschienen Ausführungen sind die Modelle dort bis heute sehr erfolgreich. Bislang wurden von Xiali drei Generationen als direktes Schwestermodell etabliert sowie ein weiteres lediglich als optischer Ableger.
Besondere Beachtung verdient der Charade GTti, der sportlichste Ableger der Baureihe. Er schöpft mit Hilfe eines Abgasturboladers aus einem Dreizylinder-12-Ventil-Ottomotor mit 993 cm³ Hubraum eine Leistung von 74 kW (101 PS). Durch das geringe Leergewicht von 810 kg ist eine Beschleunigung von 0–100 km/h in 8,1 s möglich. Aufgrund seiner Robustheit und der einfachen Technik wurde der Charade GTti häufig erfolgreich im Motorsport eingesetzt.
Ein weiterer Modellwechsel erfolgte im Jahre 1994. Durch die bis dahin sehr stark gesunkenen Absatzzahlen des Charade wurde diese Baureihe 1997 durch den Daihatsu Sirion ersetzt. Trotzdem wurden bis 2000 die Varianten Schrägheck und Shortback (Stufenheck) des Charade parallel zum Sirion angeboten.
In Japan gab es von 1984 bis 2000 auch eine Version mit dem Namen Daihatsu Charade De Tomaso. Dieses Modell bezog sich auf die Verbindungen zu De Tomaso und der Verwendung von Daihatsu-Motoren in Innocenti-Modellen.
In Großbritannien und den Märkten einiger weiterer Länder wird der Daihatsu Cuore seit 2003 als Daihatsu Charade verkauft. In Südafrika trat im Jahre 2008 die nächste Generation des Cuore die Nachfolge an.
Zwischen Mai 2011 und Januar 2013 wurde der Daihatsu Charade wieder in Deutschland verkauft. Anders als das englische Modell handelt es sich um einen Nachbau des Toyota Yaris (XP9) der zweiten Generation.

## Erste GenerationG10(1977–1983)
Die erste Generation (G10) erschien im Oktober 1977. Das Modell hatte Frontantrieb und war zunächst nur als fünftürige Schrägheckversion erhältlich. Angetrieben wurde der Charade der ersten Generation von einem Dreizylinder-Ottomotor mit einem Hubraum von 993cm³ (CB20), der 50 PS (37 kW) leistete. Für den japanischen Markt wurden 55 PS (40 kW) angegeben. Die dreitürige Schrägheckversion („Runabout“), die im Herbst 1978 auf den Markt kam, erhielt zwei kleine runde Fenster („Opera window“) in den C-Säulen. Der Charade verkaufte sich vor allem in Japan sehr gut und wurde dort 1979 zum „Auto des Jahres“ gewählt.
Der frühe G10 (1. Serie) hatte runde Scheinwerfer und der spätere G10 (2. Serie) eckige Scheinwerfer. Die zweite Serie (Facelift) wurde im Oktober 1980 eingeführt. Zwischen der Einführung im November 1977 und dem Ende der Produktion im Dezember 1982 baute Daihatsu 89.792 Charades vom Typ G10.

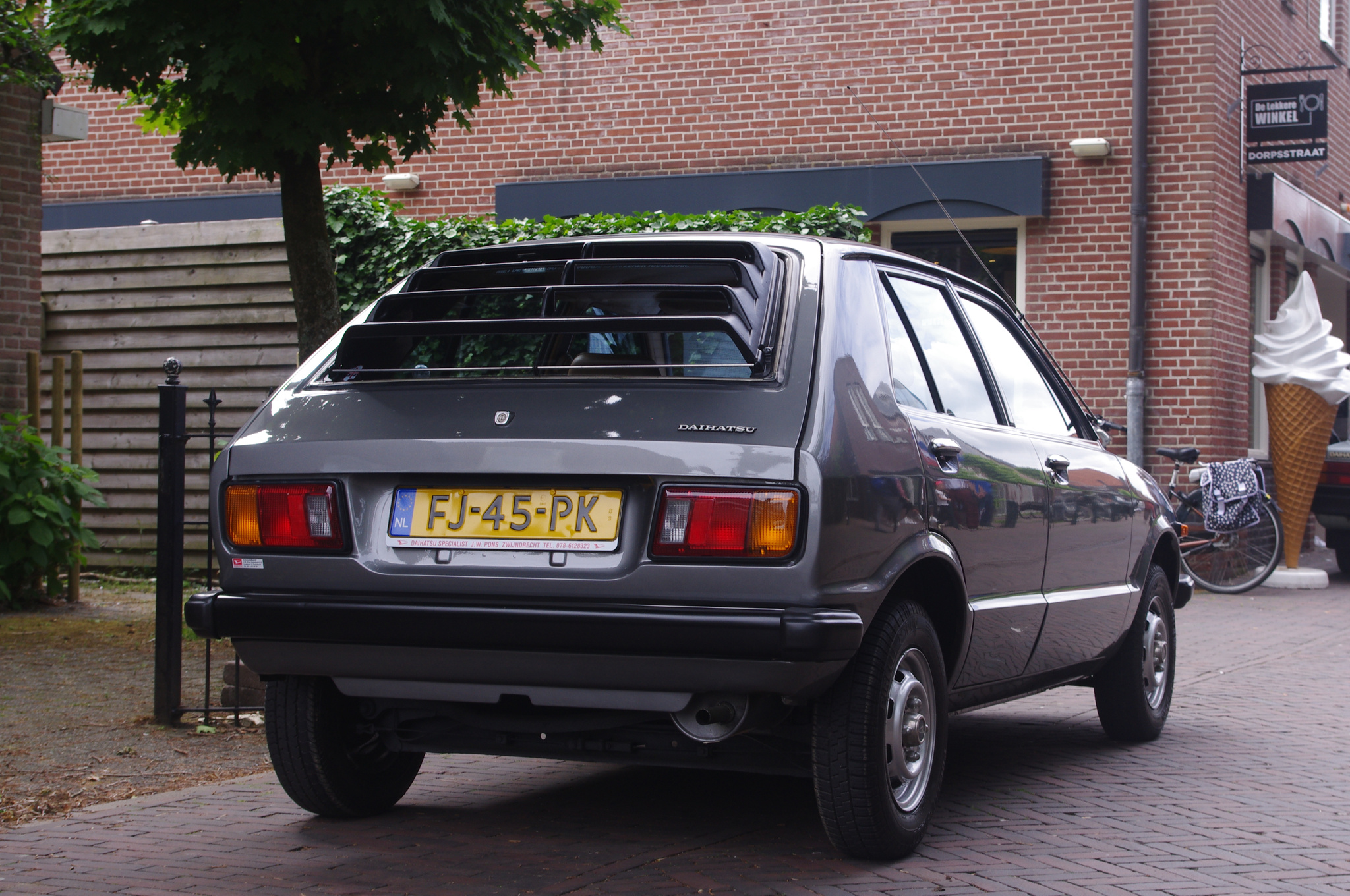
Heckansicht
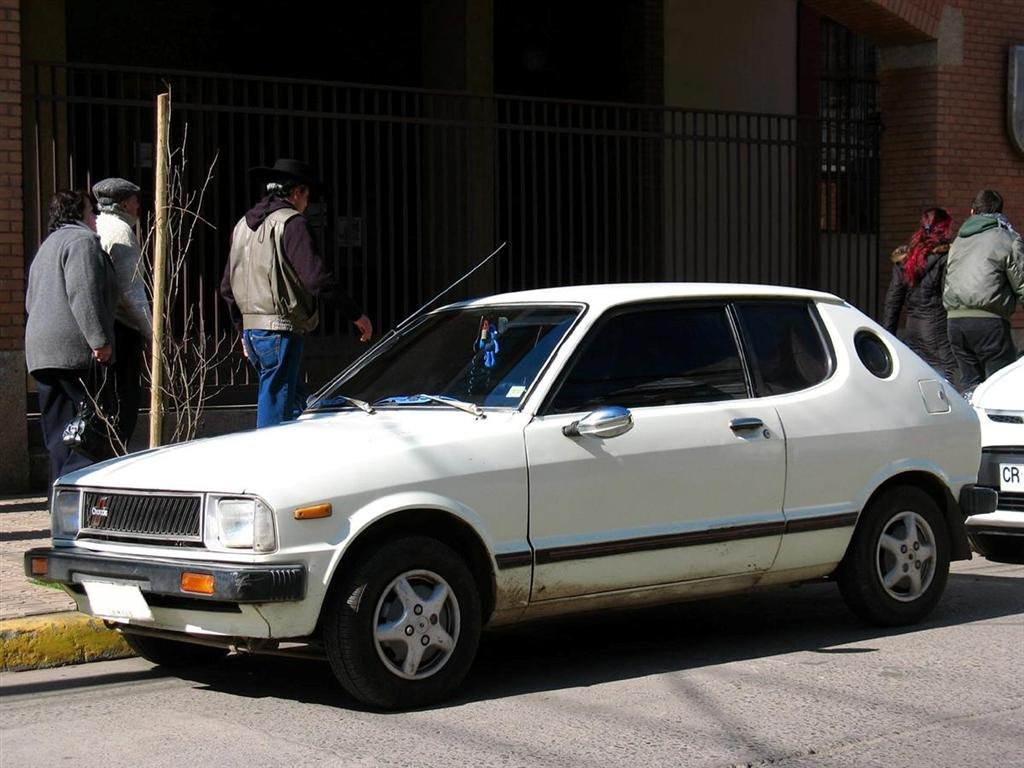
Dreitürer (Facelift) mit dem charakteristischen „Bullauge“
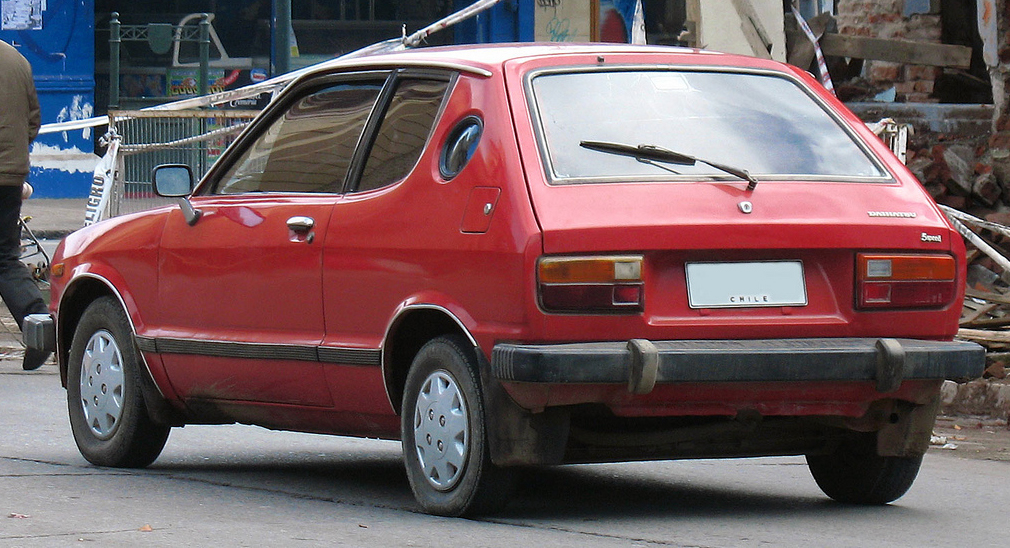
Heckansicht
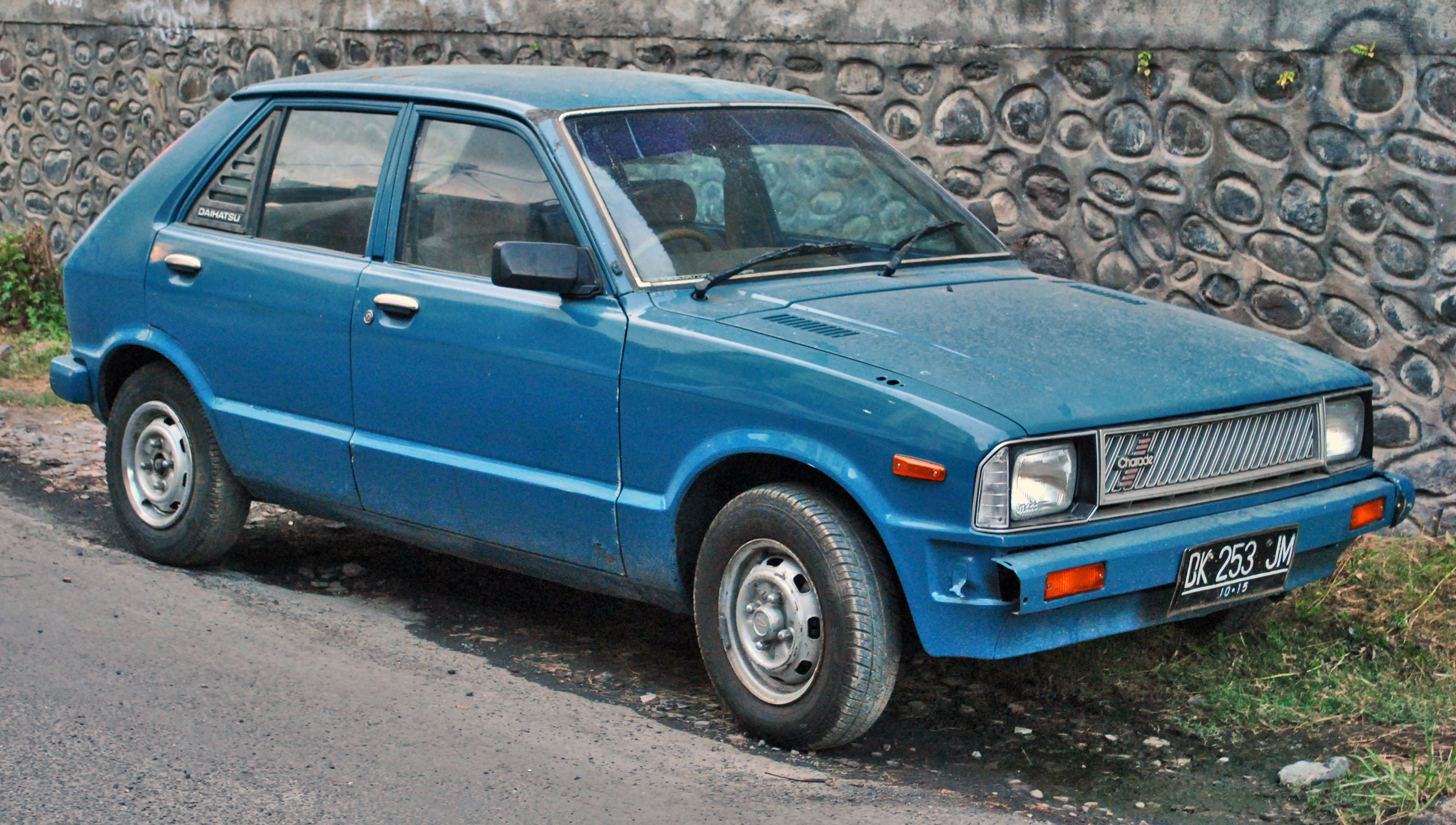
Fünftürer (Facelift)
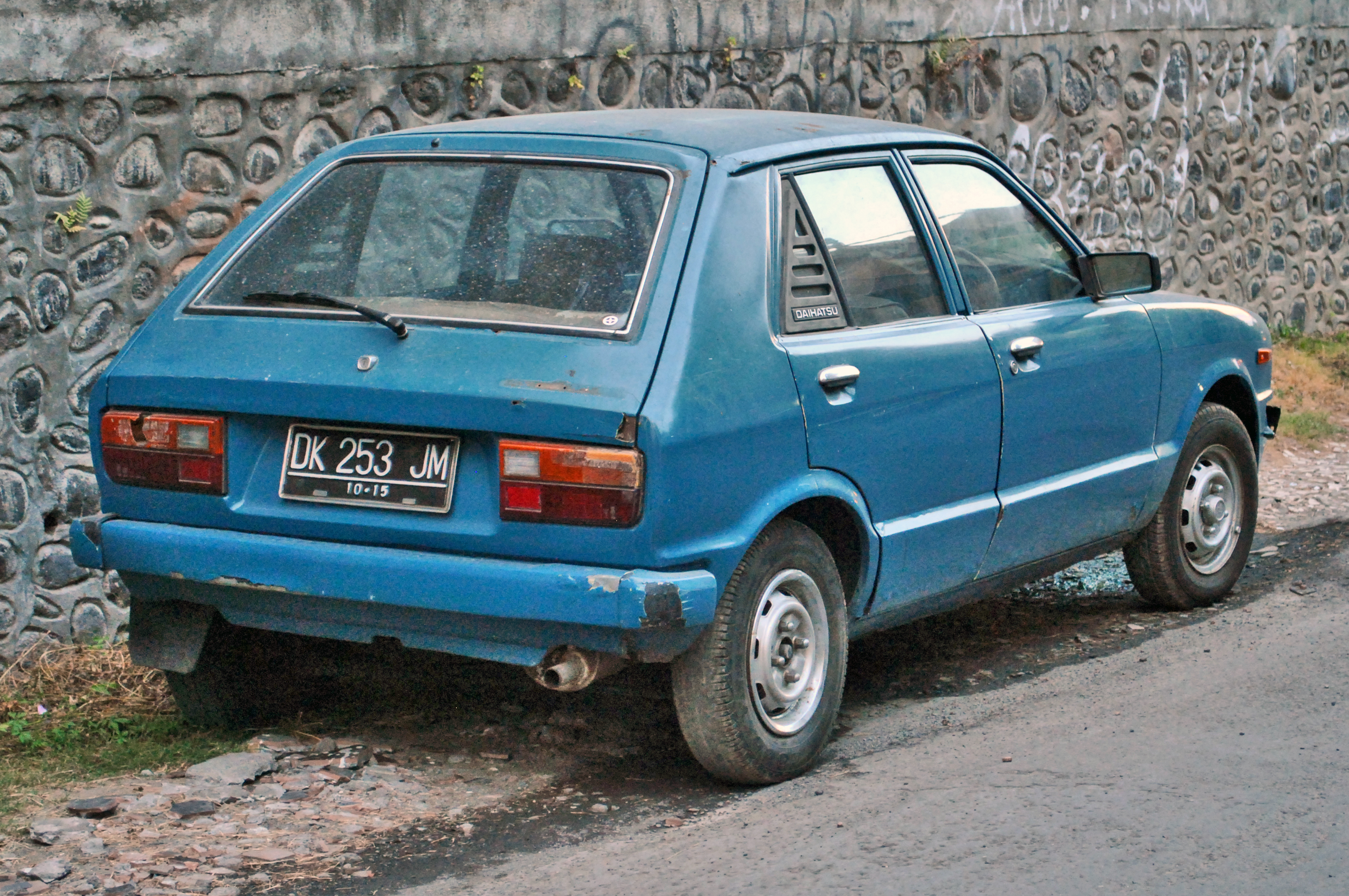
Heckansicht

## Zweite GenerationG11(1983–1987)
Das Modell G11 war etwas größer als sein Vorgänger und dem Zeitgeist angepasst. Basis blieb der 3-Zylinder-Motor mit 37 kW (52 PS), Topmodell der Charade Turbo. Der Charade der zweiten Generation war wieder mit zwei Türen oder vier Türen erhältlich. Für diese Zeit umfangreich ausgestattet, zum Beispiel mit geteilt umlegbarer Rückenlehne, Drehzahlmesser und Warnton für eingeschaltetes Licht. Das Fahrzeug verfügte über eine Abgasrückführung und durfte beispielsweise in Berlin bei Smog Stufe 1 fahren. Daneben gab es auch noch einen Dieselmotor, der 27 kW leistete. Der Daihatsu Charade war einer der preiswertesten Diesel, die es auf dem Markt gab. Eine 50 kW Maschine rundete das Angebot ab. Mit diesem Motor fuhr der Charade 170 km/h.
1987 wurde in Taiwan auch eine lokal entwickelte längere Stufenheckversion des Fünftürers vorgestellt, die dem Subaru Tutto und dem Nissan March Cubic ähnelte und als Daihatsu Skywing verkauft wurde.
Bauzeitraum: Oktober 1983 bis März 1987

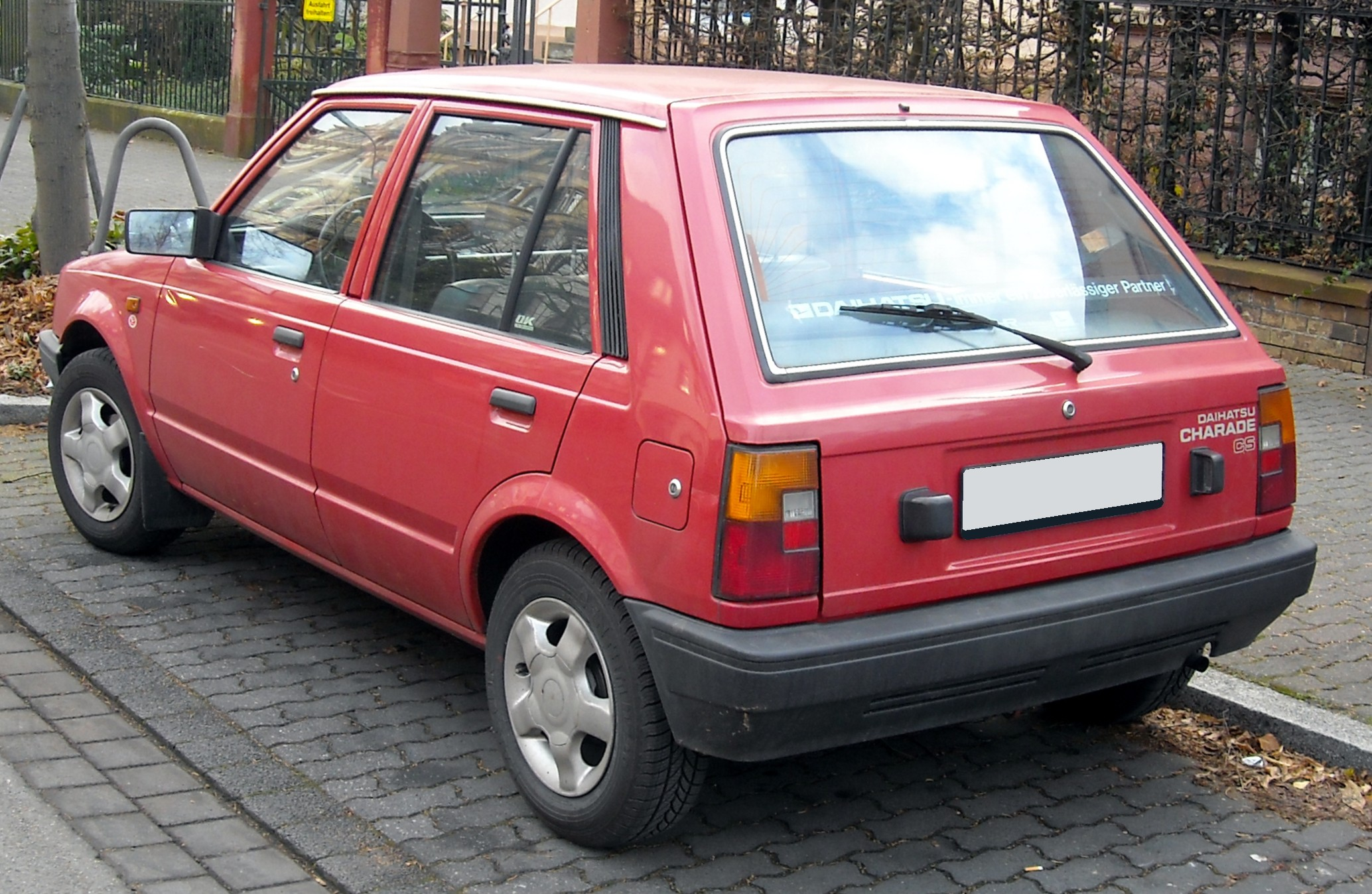
Heckansicht Fünftürer
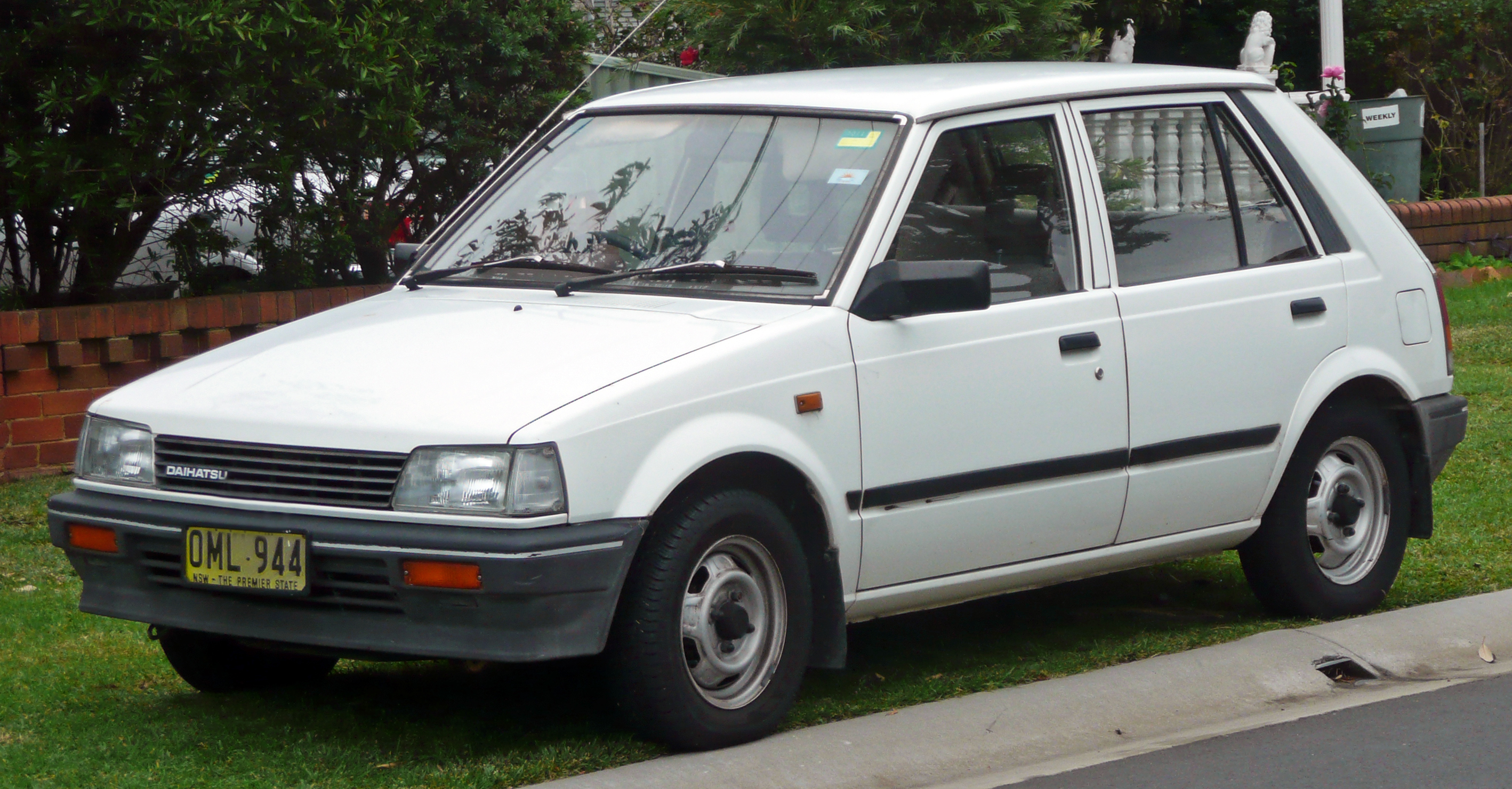
Facelift (1985–1987)
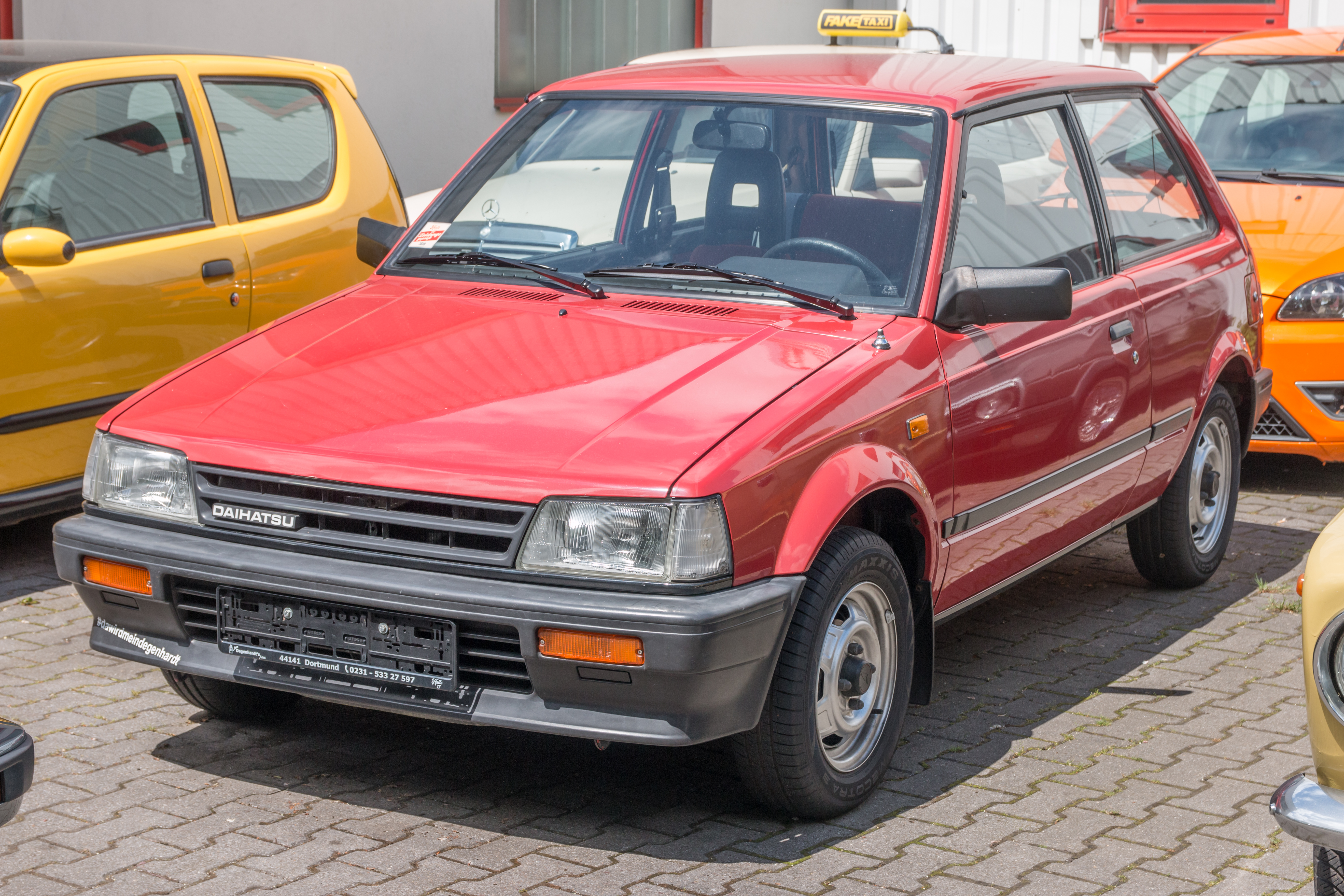
Daihatsu Charade Turbo
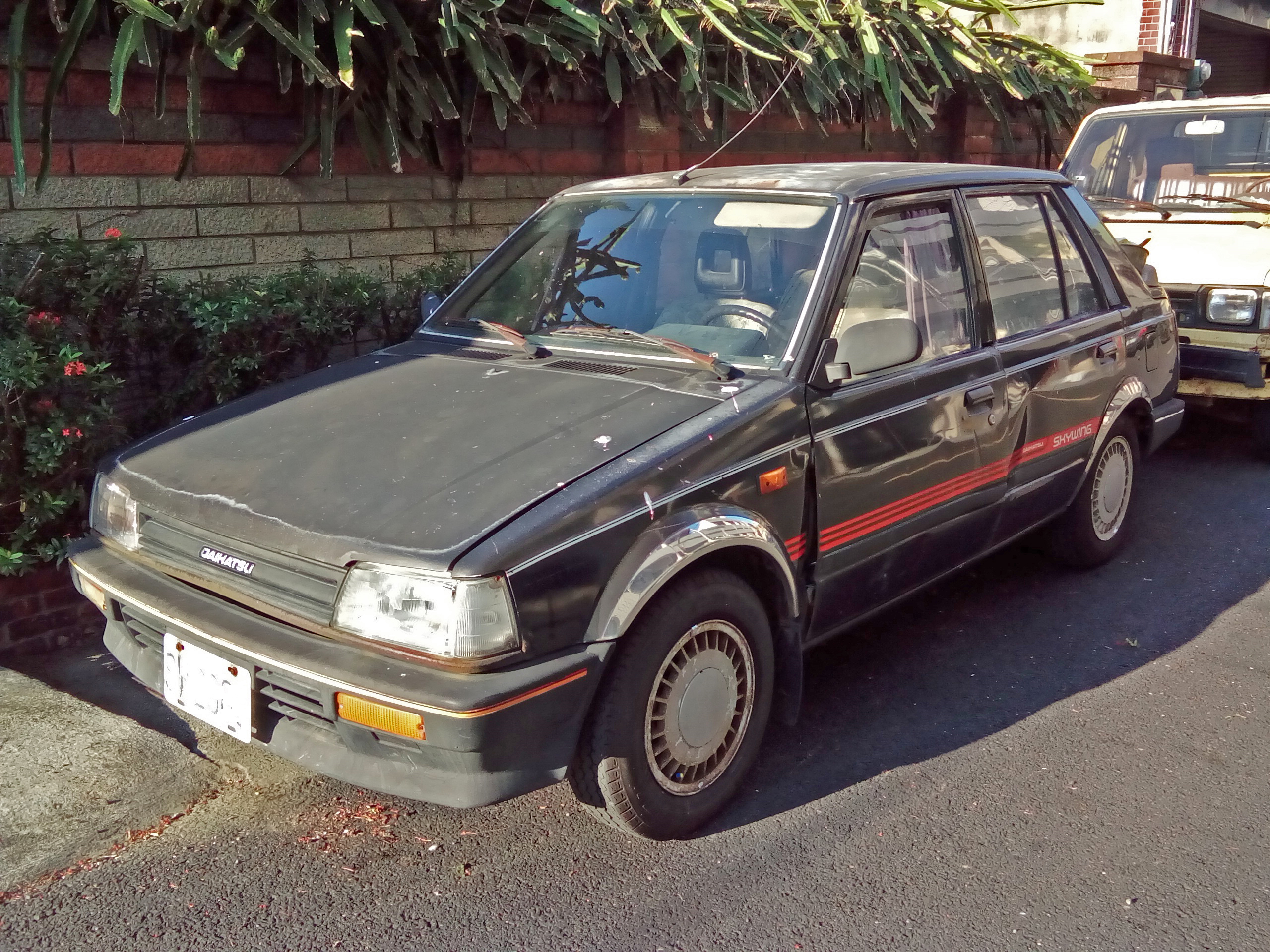
Daihatsu Skywing (Taiwan)

## Dritte GenerationG100/G102(1987–1994)
Den Charade gab es auch als Sondermodell in Europa als 101 PS (74 kW) starker GTti Sport. Von diesem Modell wurden 2500 Einheiten geliefert, damit eine Homologation für den Rally Sport möglich war. Mit einer Literleistung von über 100 PS/Liter war der Charade GTti Sport damals Rekordhalter für Serienfahrzeuge in diesem Bereich. In Japan leistete das Modell 105 PS (77 kW). 1993 wurde das Schrägheck durch den Nachfolger ersetzt, die Limousine wurde noch bis 1994 weiter angeboten.
Diese Generation wurde während der kurzen Zeit, in der Daihatsu Modelle in den USA verkaufte, auch dort angeboten.
In Japan wurde die Limousine als Daihatsu Charade Social angeboten, auf anderen Märkten nur als Daihatsu Social.
 Zum Stichtag 1. Januar 2023 waren laut KBA in Deutschland noch 22 Charade GTti angemeldet.
In der Schweiz sind laut Typenscheine.ch zum Stichtag 28. Oktober 2023 noch 14 Charade GTti angemeldet.

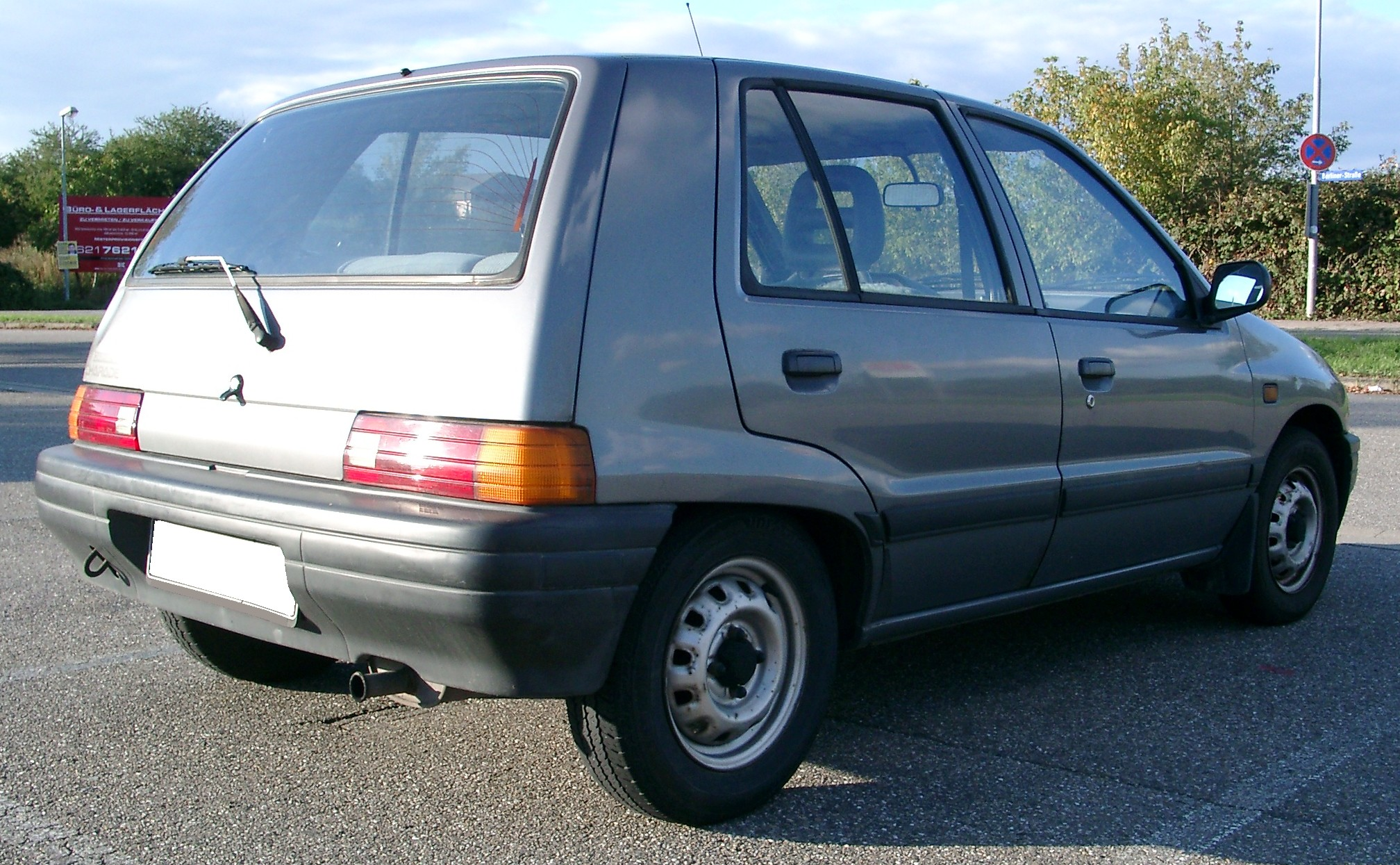
Heckansicht Fünftürer
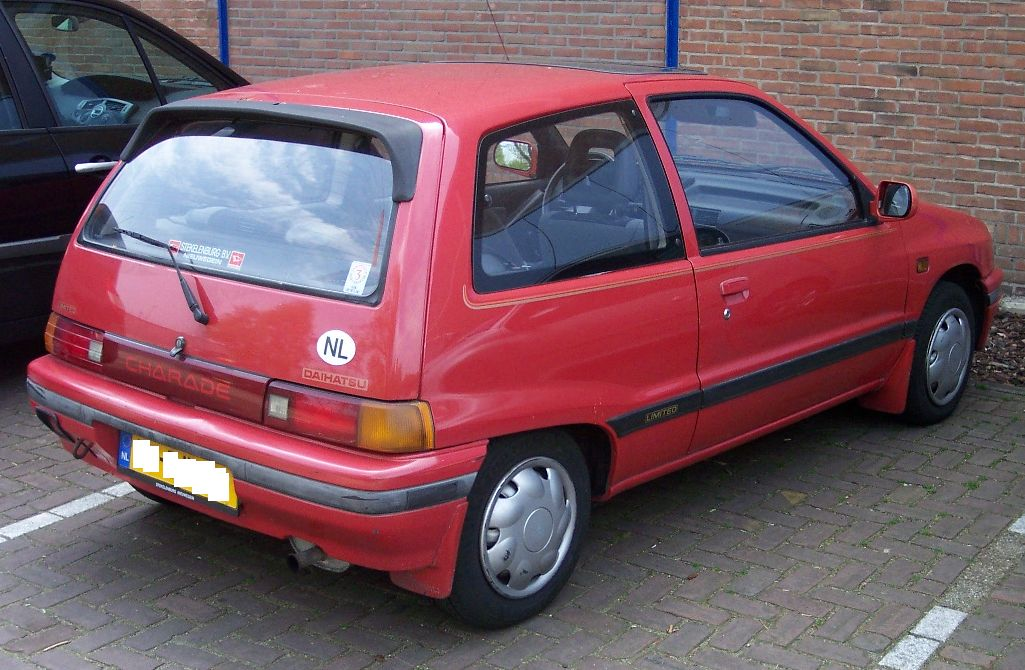
Facelift Dreitürer (1989–1993)
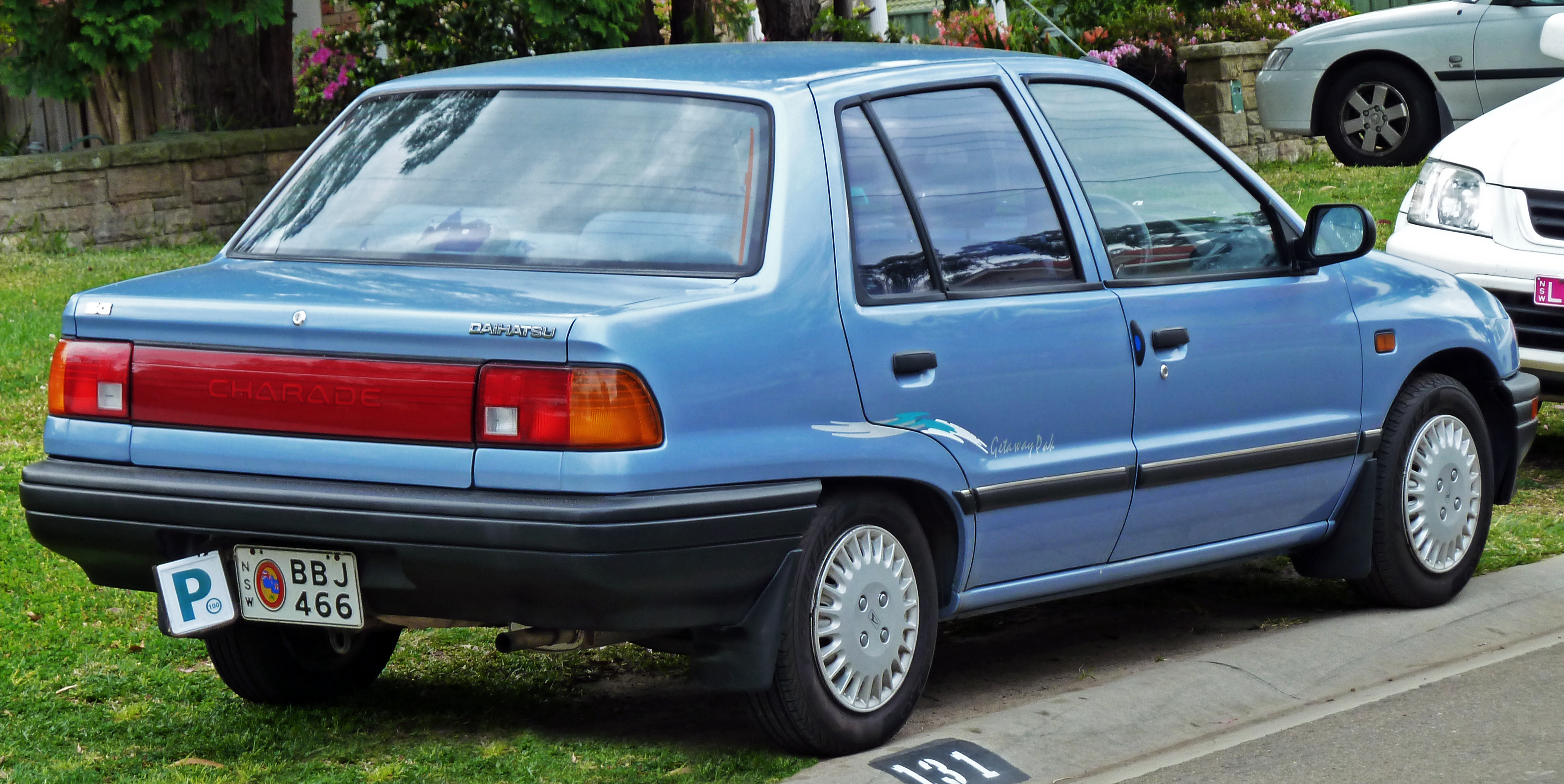
Limousine (1989–1994)
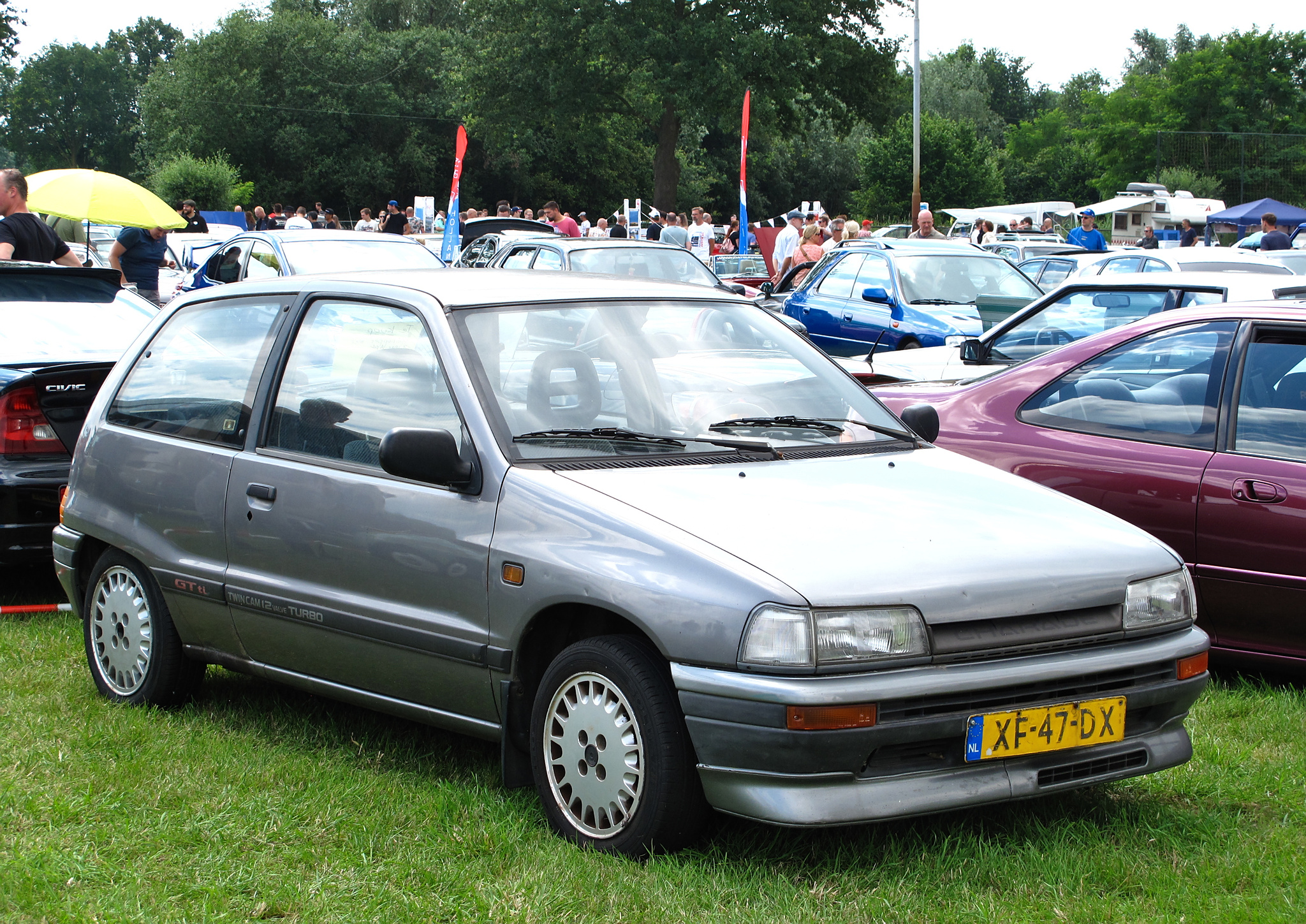
Charade GTti
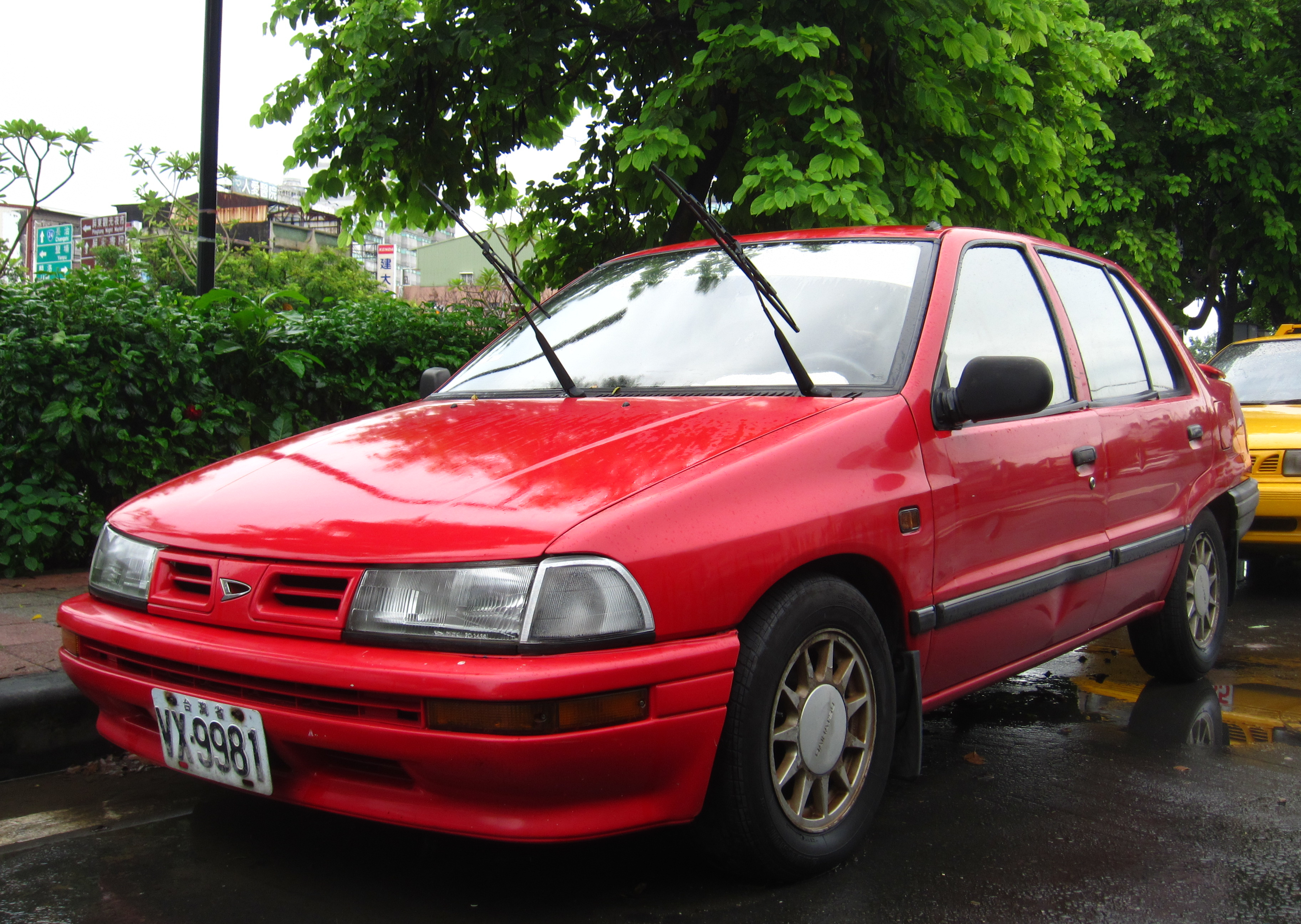
Daihatsu Social (Taiwan)

## Vierte GenerationG200/G203(1993–2000)
Die vierte Generation wurde im Januar 1993 eingeführt, wieder als Schrägheck und später auch viertürige Limousine. Das Design war konservativer als das der dritten Generation, der Charade war  trotz eines geringfügig längeren Radstandes etwas größer als sein Vorgänger, aber immer noch sehr kompakt. Obwohl die 1,0-Liter-Motoren auf den meisten Märkten nicht mehr angeboten wurden, blieb der 1,0-Liter in Australien und auch in Brasilien (wo damals ein niedrigerer Steuersatz für Fahrzeuge mit Motoren unter 1,0 Litern Hubraum galt) im Charade erhältlich. Der 1,3-Liter-Motor wurde stattdessen für die meisten Märkte zum Basismotor. Die 1994 eingeführte Limousine verfügte über einen 1,5-Liter-Motor mit optionalem Allradantrieb. Die größeren Motoren waren auch beim Schrägheck erhältlich. Die Modelle mit Allradantrieb erhielten den Fahrgestellcode G213, während die Modelle mit Frontantrieb die Codes der G200-Reihe hatten. Die Dieselmodelle wurden in allen Märkten, in denen sie zuvor erhältlich waren, gestrichen.
In den Niederlanden wurde die Limousine als Daihatsu Valéra verkauft.
Die turbogeladene GTti-Version wurde durch einen konventionelleren GTi mit einem SOHC-16V-Motor mit 1,6 Litern Hubraum ersetzt. Auf dem japanischen Heimatmarkt wurde diese Version zu Ehren des argentinischen Ex-Rennfahrers Alejandro de Tomaso (dem früheren Besitzer von Innocenti, der eng mit Daihatsu zusammengearbeitet hatte) benannt, einschließlich einer aus dem Rennsport stammenden Nockenwelle, und leistete auf dem japanischen Markt 124 PS (91 kW). Die Exportversion, einfach „GTi“ genannt, wurde auf 105 PS (77 kW) umgestimmt. De Tomaso fügte außerdem ein eigenes Bodykit, Recaro-Sitze, ein Nardi Torino-Lenkrad und Pirelli-Sportreifen hinzu. Insgesamt wurden 120.000 Charade GTi produziert.
Der Charade erhielt 1996 ein Facelift. Er hatte nun einen „Smiley“-Kühlergrill und veränderte Scheinwerfer, die mehr an den Toyota Starlet erinnerten. Er wurde bis zum Jahr 2000 produziert und dann durch den Sirion und den Storia ersetzt.

### Motoren (Europa)
- 1,3 Liter (44–77 kW)
- 1,5 Liter  (55–66 kW)
- 1,6 Liter  (77 kW)

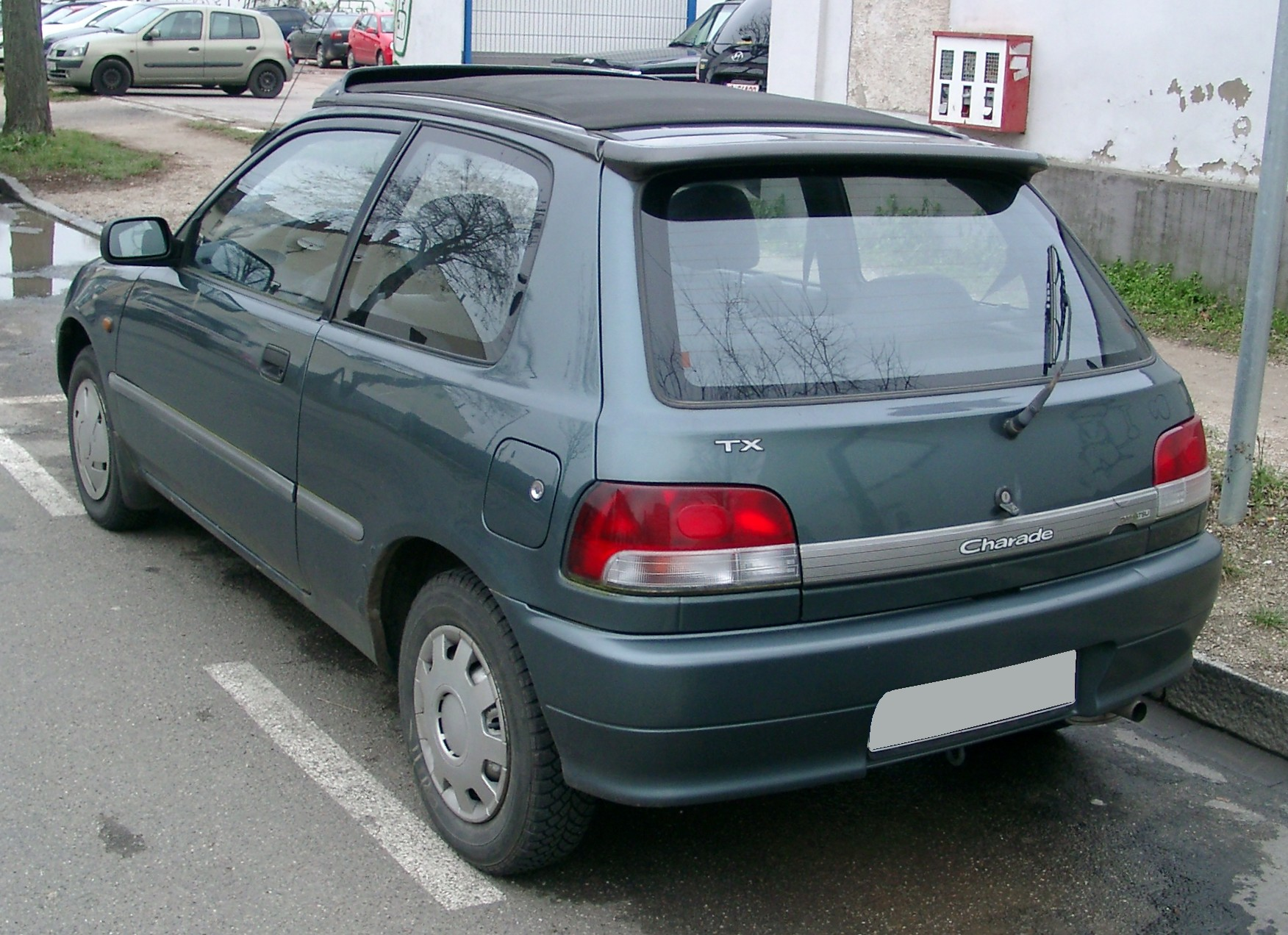
Heckansicht Dreitürer
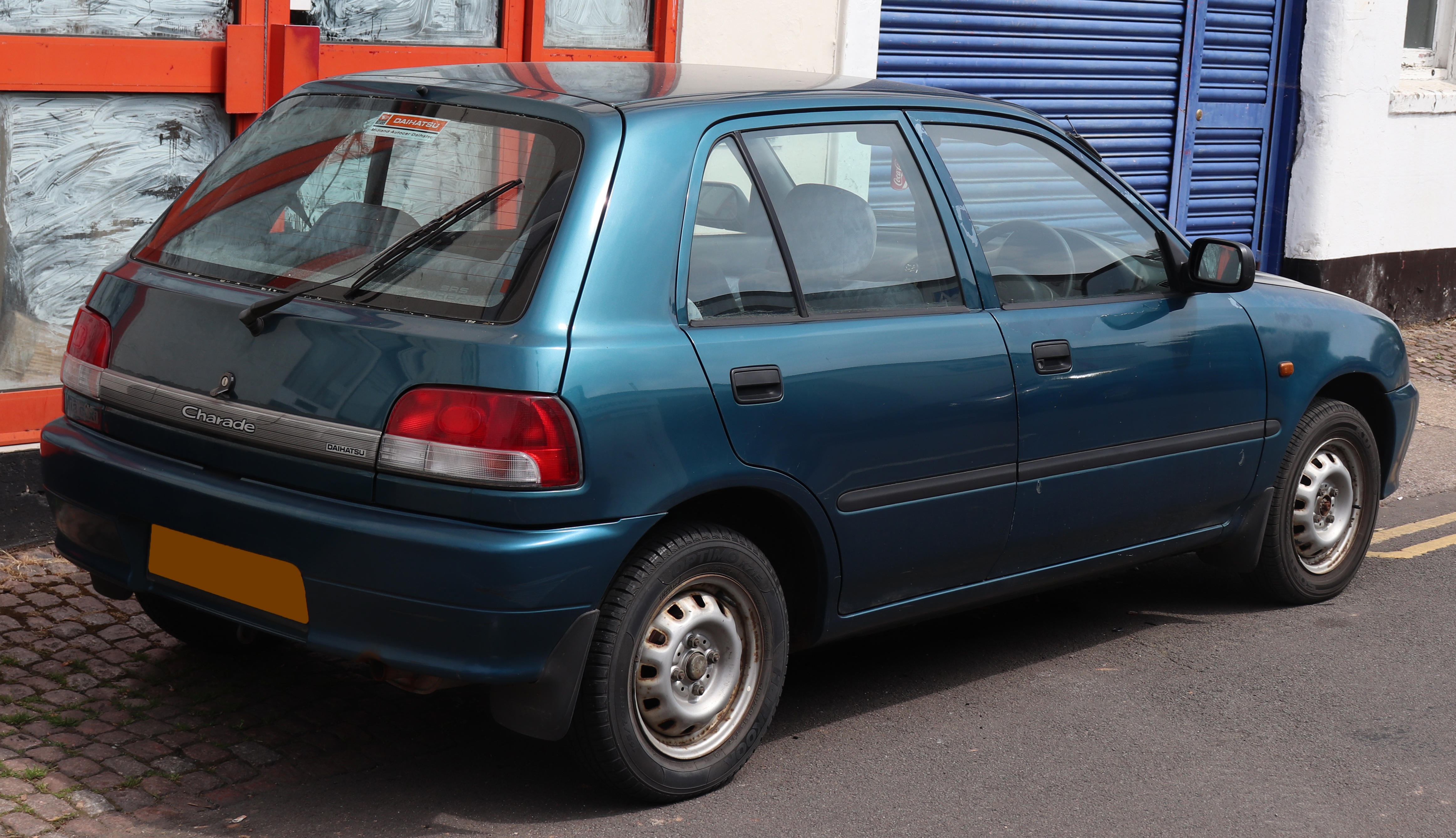
Fünftürer
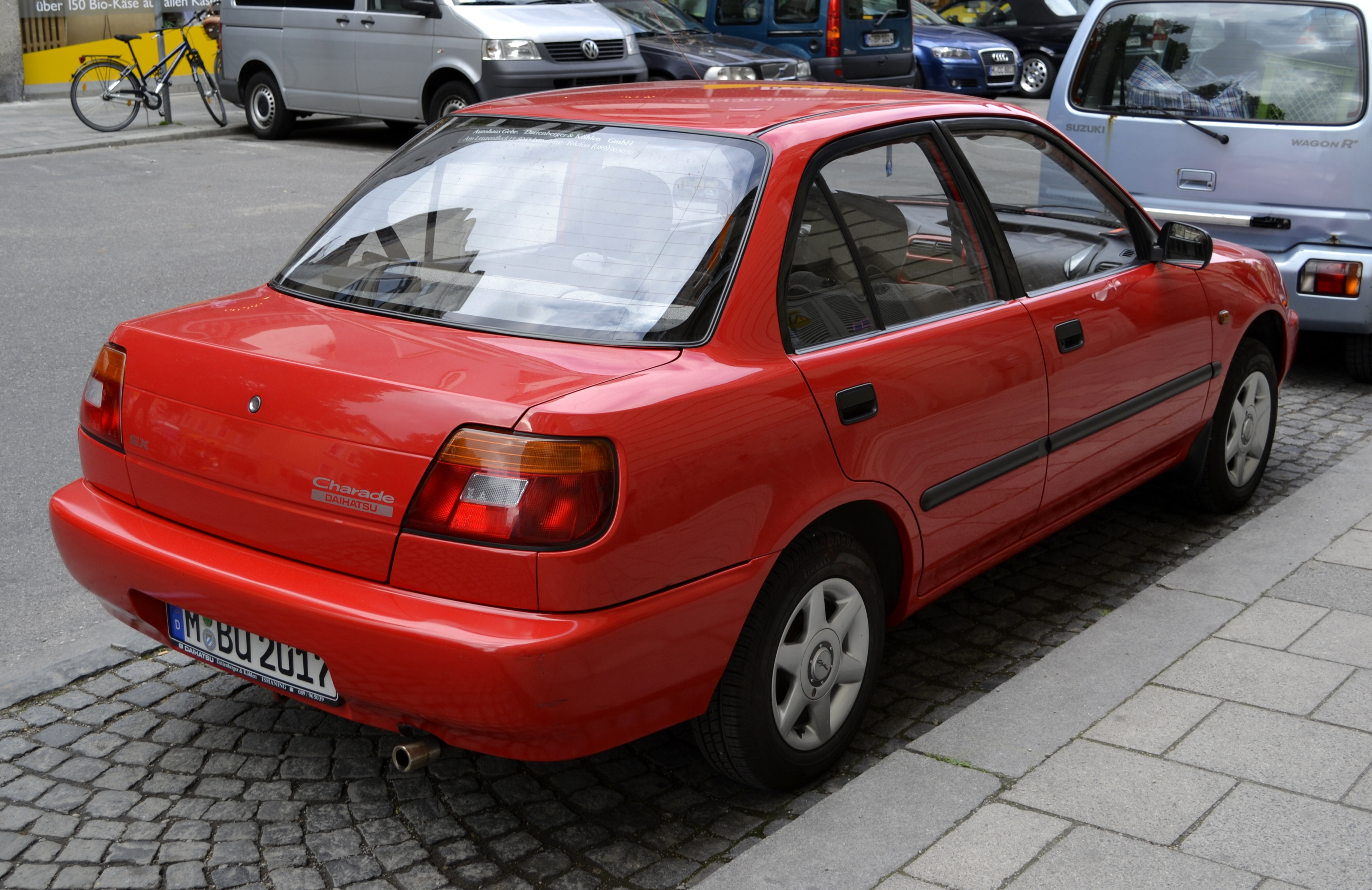
Limousine
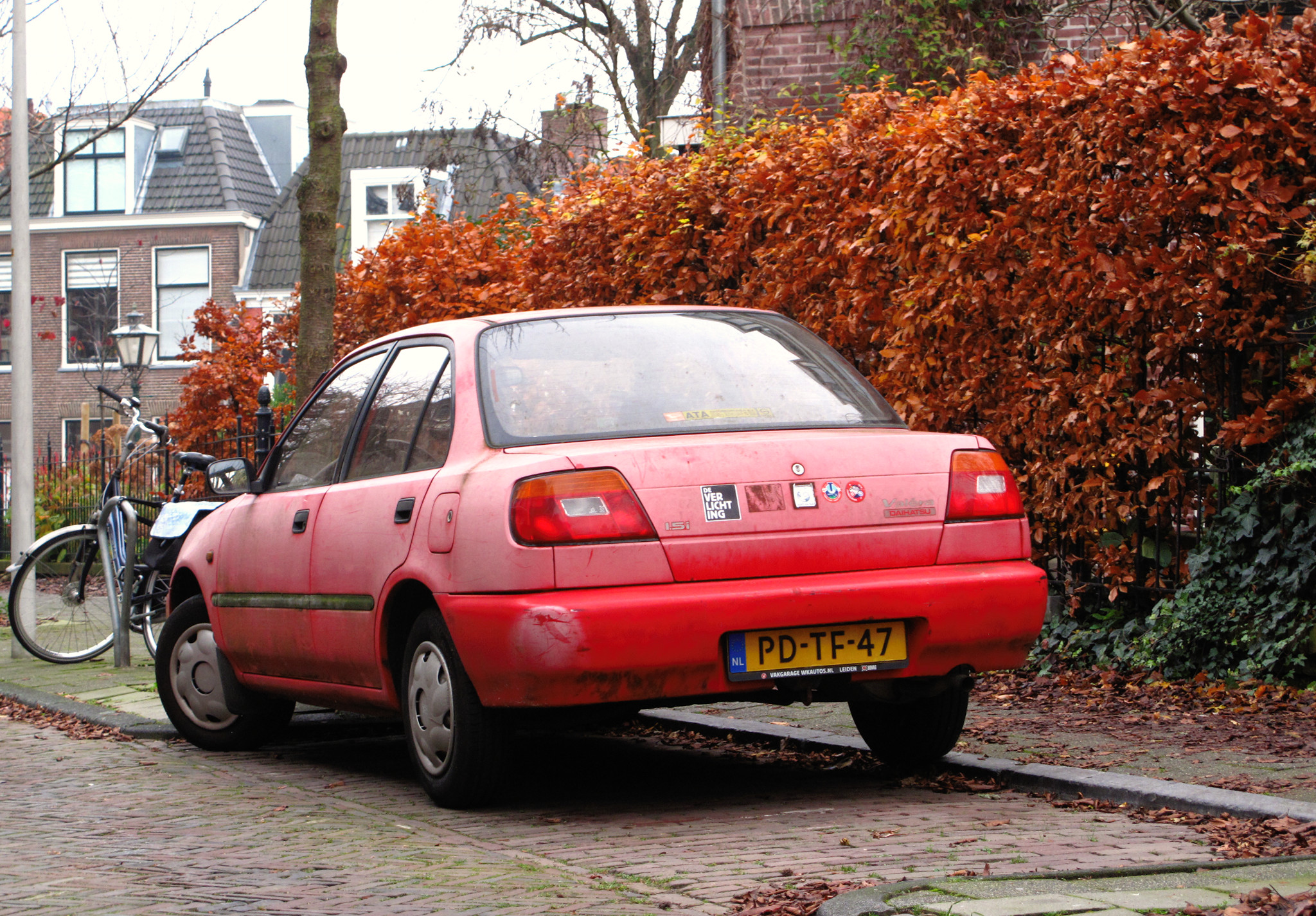
Daihatsu Valéra (Niederlande)
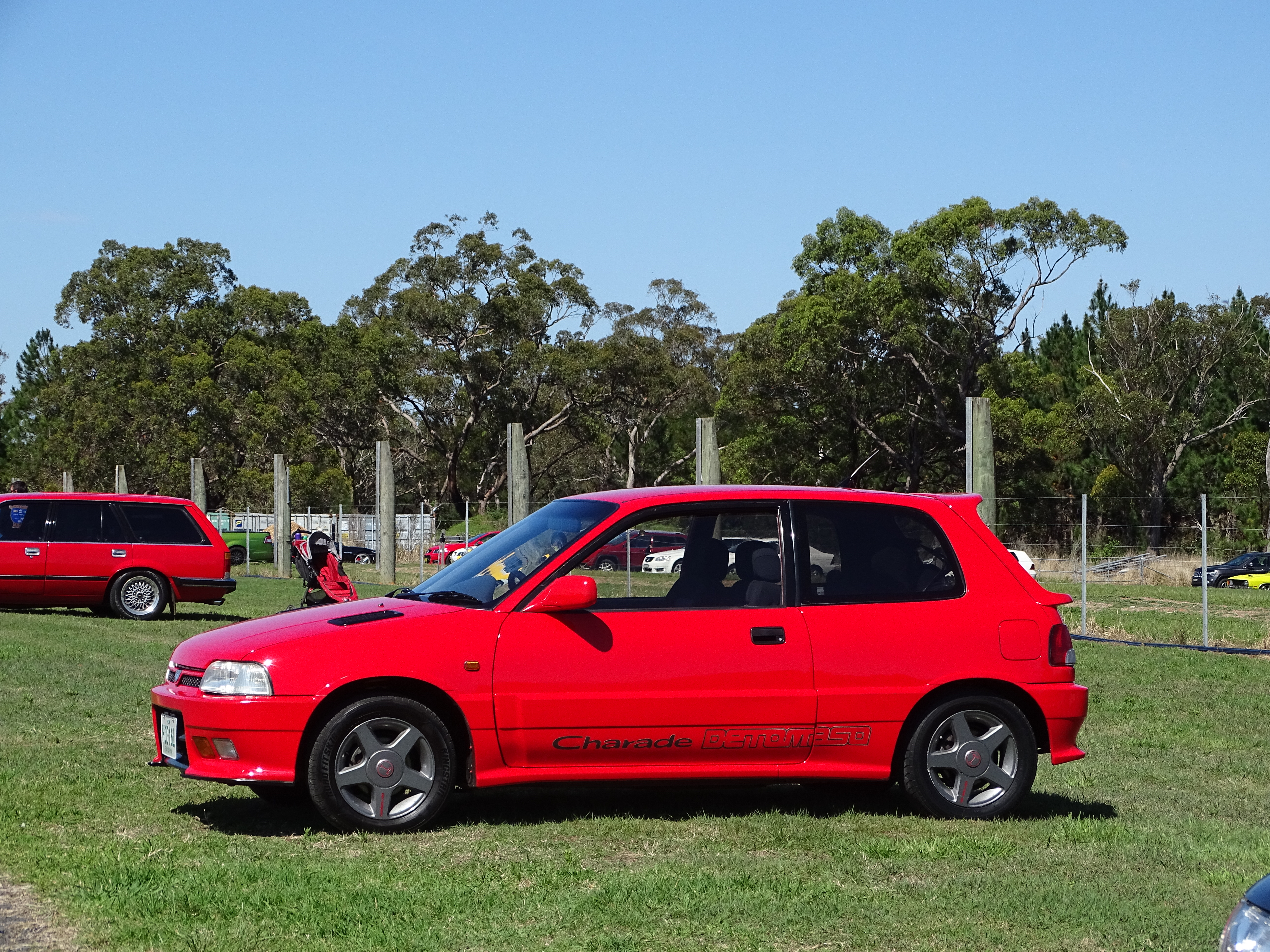
Daihatsu Charade DeTomaso
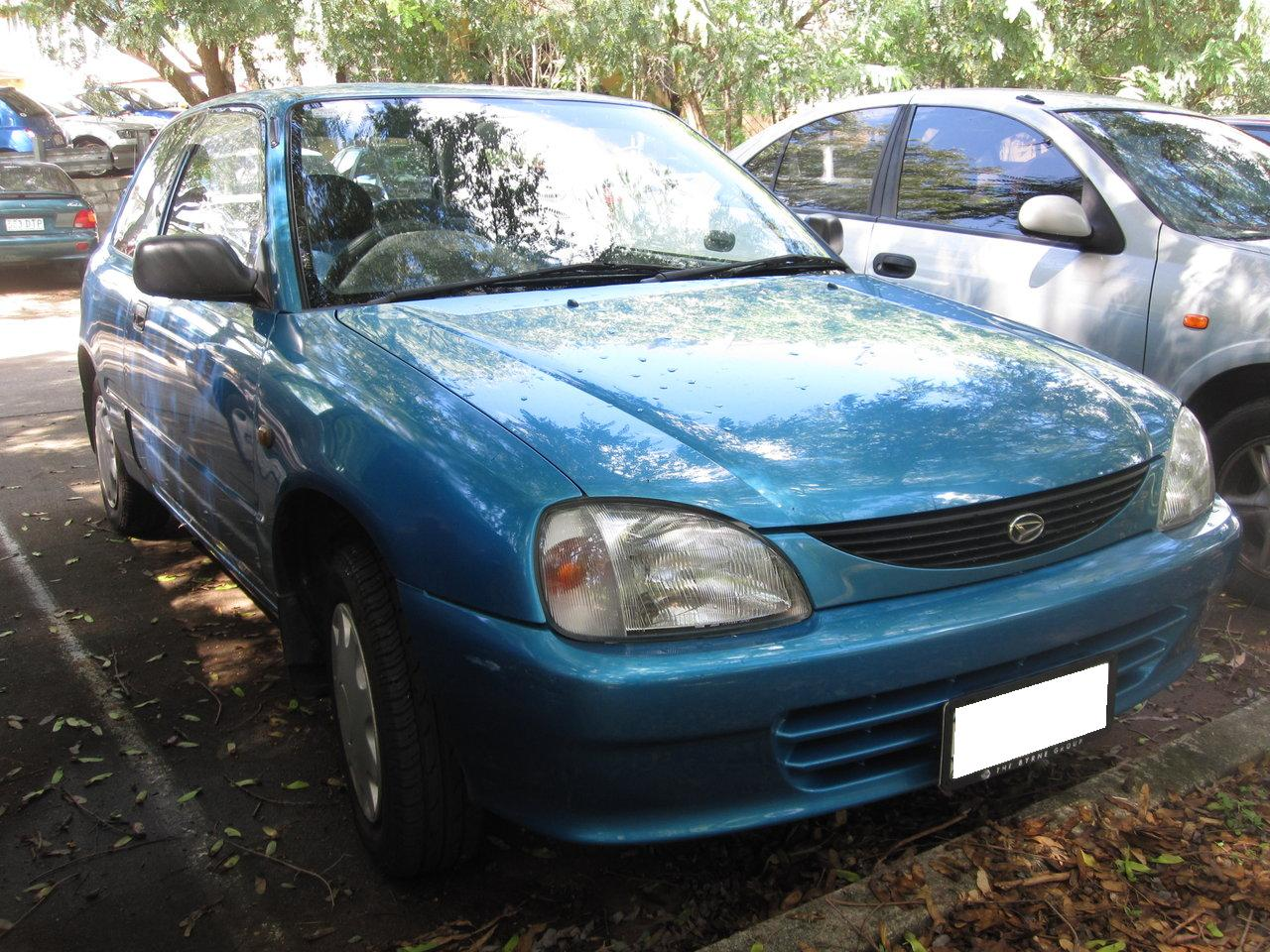
Facelift (1996–2000)
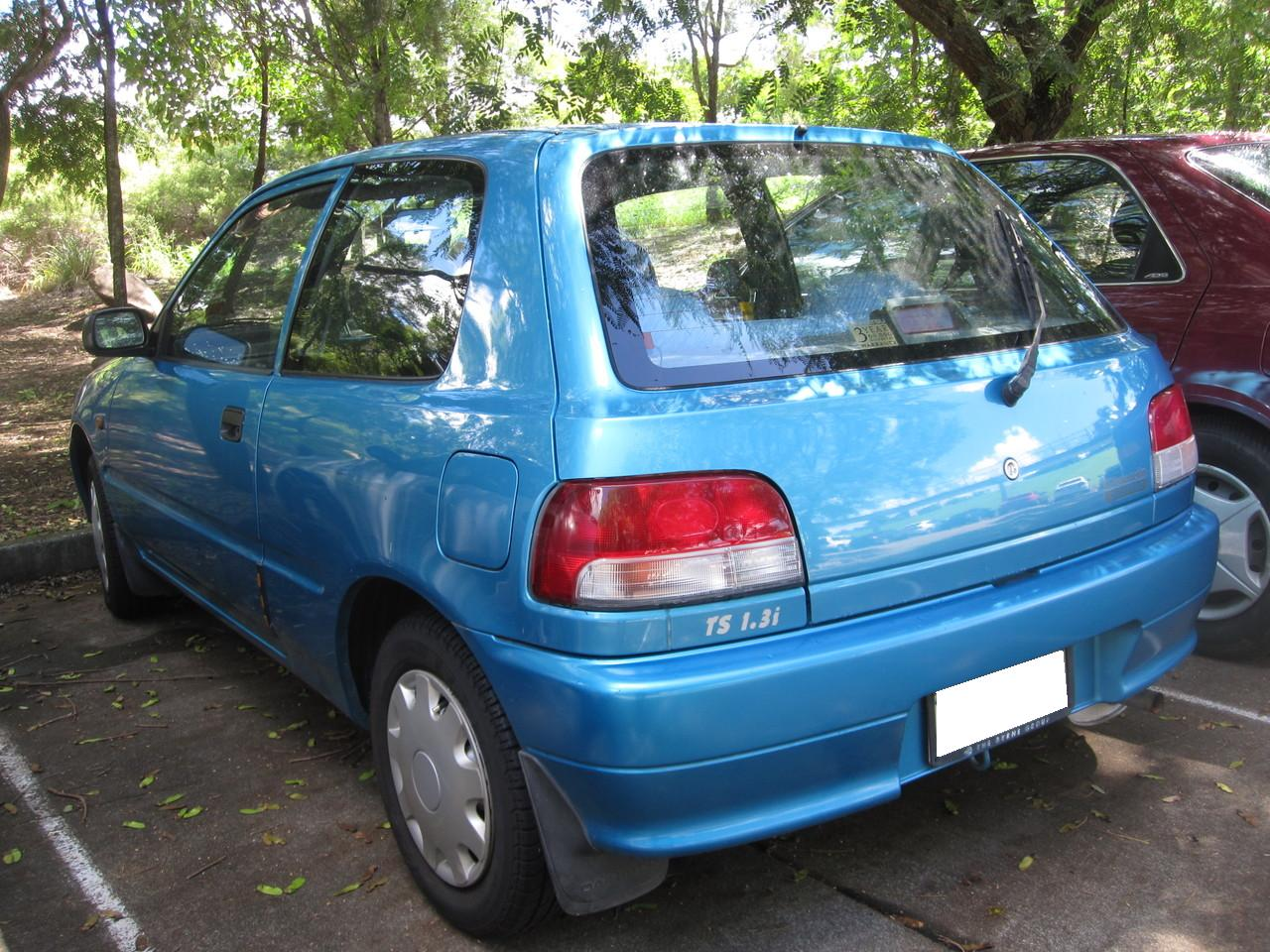
Heckansicht

## Weitere Generationen weltweit

### CharadeL500(Australien, 1995–1998)
In Australien wurde der Name auch für die L500-Serie des Daihatsu Cuore/Mira verwendet, der dort zwischen März 1995 und 1998 als Daihatsu Charade Centro verkauft wurde.

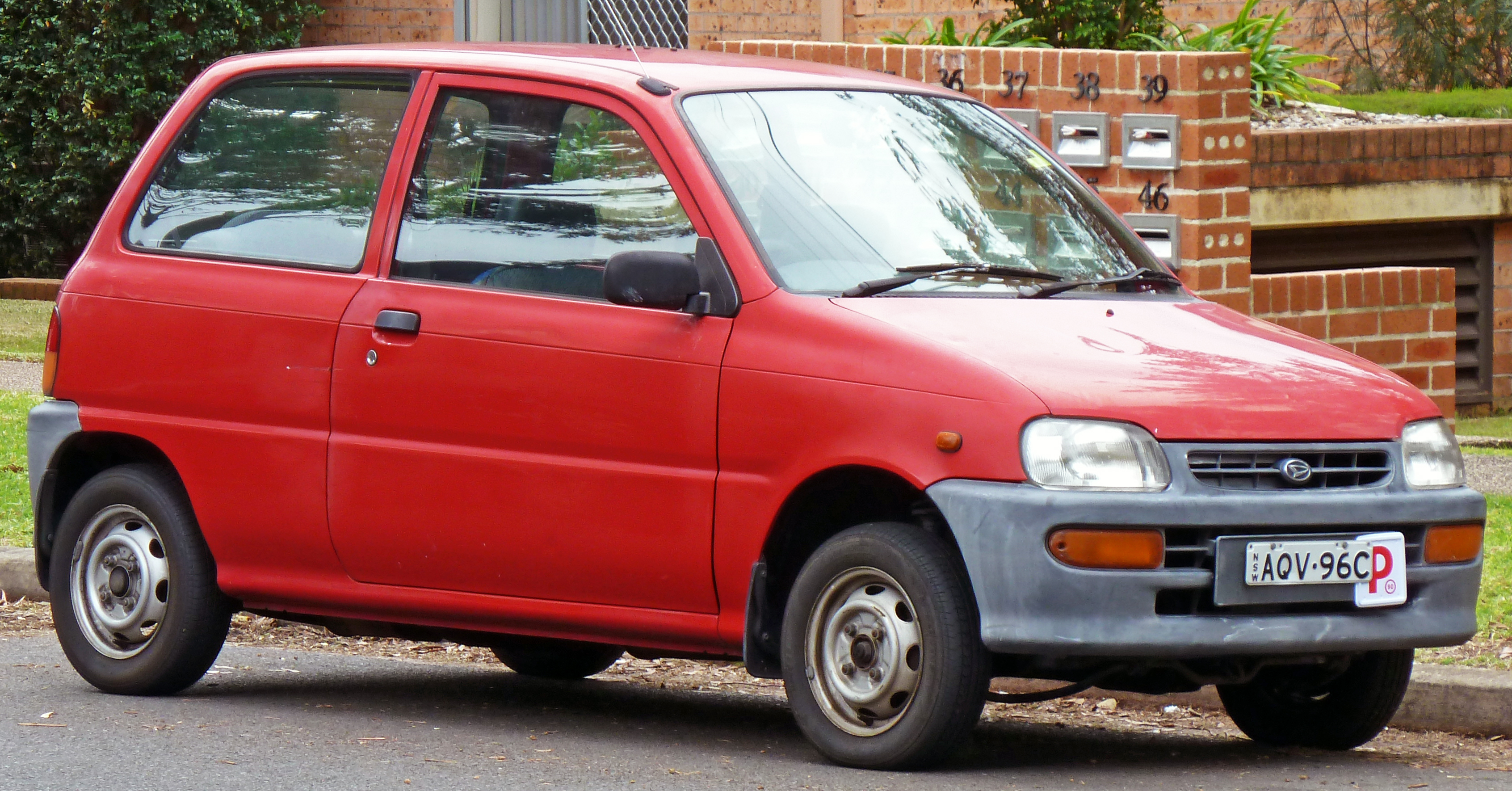
Daihatsu Charade Centro (1995–1998)

### CharadeL251(Großbritannien, Australien und Südafrika, 2003–2011)
Die sechste Generation des Daihatsu Cuore wurde in einigen Ländern als Charade verkauft.

### CharadeL276(Südafrika, 2008–2011)
Auch die siebte Generation des Cuore wurde in Südafrika als Charade angeboten.

### CharadeXP9(Europa, 2011–2013)

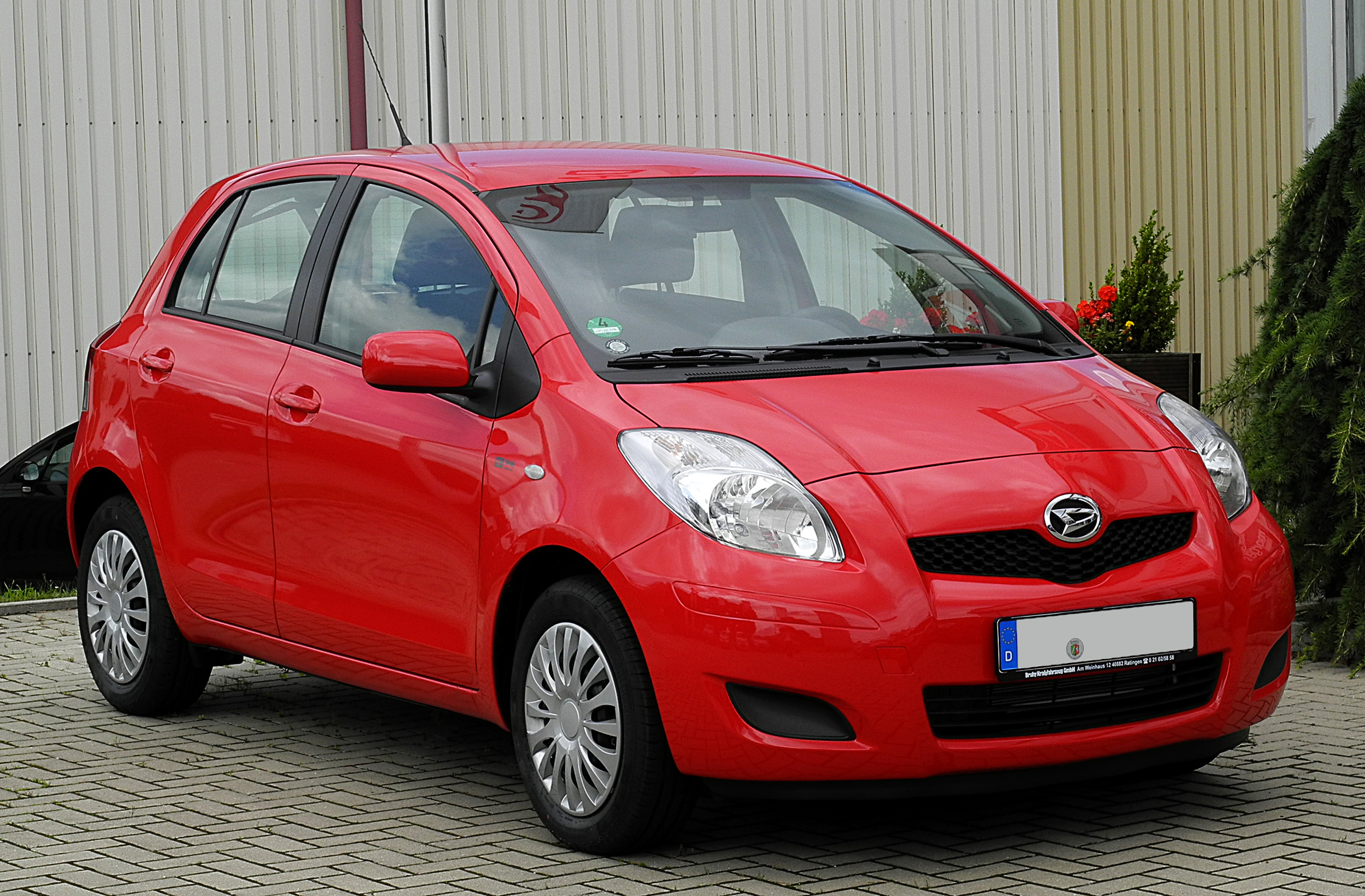
Daihatsu Charade (2011–2013)

Zwischen 2011 und 2013 wurde von Daihatsu in Europa der in Thailand gebaute Toyota Yaris (XP9) auch als Daihatsu Charade verkauft. Dies war das letzte Charade-Modell, das unter dem Namen Daihatsu in Europa eingeführt wurde.